# Чарновский, Иероним
Иероним Игнаций Чарновский (пол. Hieronim Ignacy Czarnowski; январь 1834 или 1834, Варшава — 28 декабря 1902) — шахматист.
В 1867 году участвовал в 1-м международном турнире проходившем в Париже.

## Спортивные результаты
| Год  | Город | Соревнование             | + | −  | = | Результат | Место |
| ---- | ----- | ------------------------ | - | -- | - | --------- | ----- |
| 1867 | Париж | 1-й международный турнир | 9 | 13 | 2 | 9 из 24   | 8     |